# Şükrü Birand
Şükrü Birand (Ankara, 1944. január 1. – 2019. június 28.) válogatott török labdarúgó, hátvéd.

## Pályafutása

### Klubcsapatban
1960 és 1963 között az Ankara Toprakspor, 1963–64-ben a PTT SK, 1964 és 1974 között a Fenerbahçe labdarúgója volt. Az isztambuli csapattal négy bajnokságot és két török kupagyőzelmet szerzett.

### A válogatottban
1964 és 1969 között 15 alkalommal szerepelt a török válogatottban.

## Sikerei, díjai
Fenerbahçe SK
- Török bajnokság
  - bajnok (4): 1964–65, 1967–68, 1969–70, 1973–74
- Török kupa
  - győztes (2): 1968, 1974